# 드미트리 클로코프
드미트리 뱌체슬라보비치 클로코프(러시아어: Дми́трий Вячесла́вович Кло́ков, 1983년 2월 18일~)는 러시아의 역도 선수이다. 2008년 하계 올림픽 남자 헤비급 종목에서 은메달을 획득했으며 세계 선수권 대회에서 금메달 1개, 은메달 2개, 동메달 1개, 유럽 선수권 대회에서 금메달 1개를 획득했다.